# Chery Arrizo 7
Chery Arrizo 7 (艾瑞泽7) — середньорозмірний седан, що вироблявся китайським автовиробником Chery.

## Опис

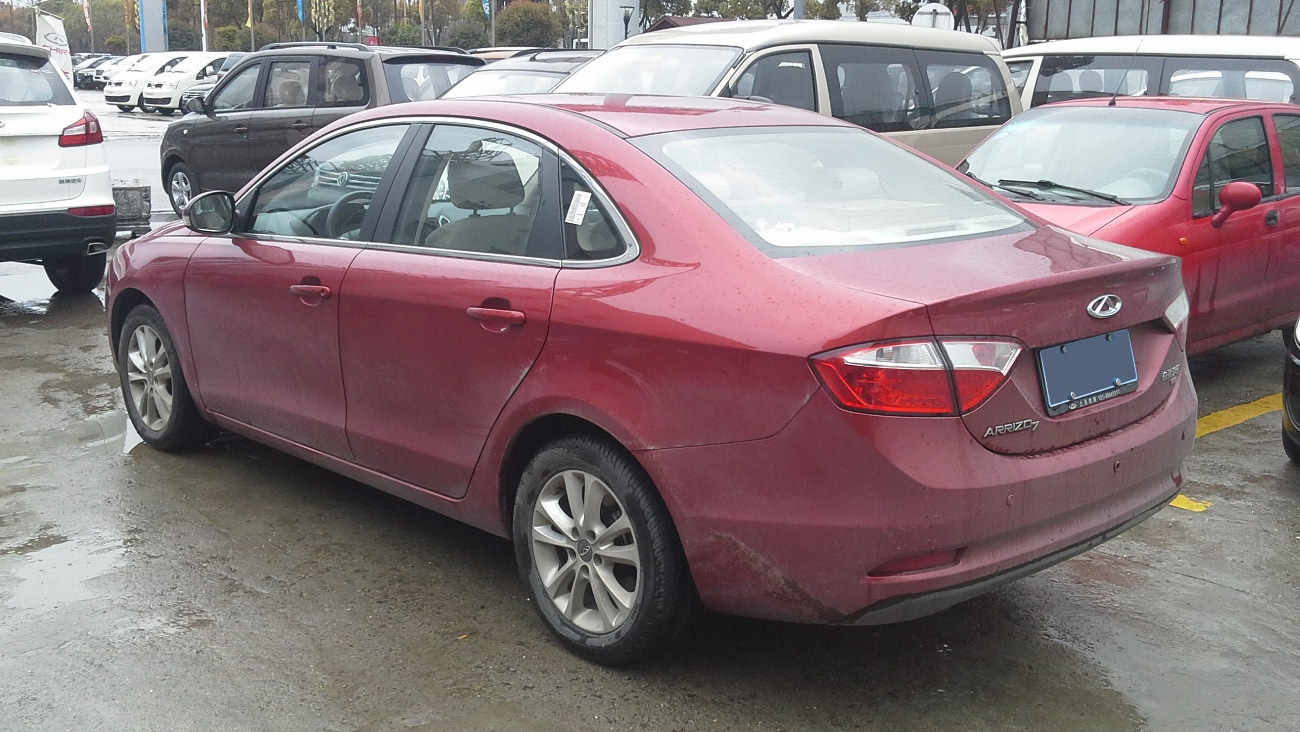

Попередній перегляд Arrizo 7 відбувся завдяки концепту Chery Alpha 7, який дебютував на Шанхайському автосалоні 2013 року. Серійна версія була запущена на китайському автомобільному ринку наприкінці 2013 року, а ціни коливалися від 78 900 до 126 900 юанів.
 

Потужність Arrizo 7 забезпечується двома варіантами двигунів: 1,6-літровим двигуном потужністю 126 к.с. та 160 Нм крутного моменту, що поєднується з 5-ступінчастою механічною коробкою передач або варіатором. Пізніше доданий 1,5-літровий турбодвигун потужністю 147 к.с. та 220 Нм крутного моменту поєднується з тією ж 5-ступінчастою механічною коробкою передач або варіатором.

### Arrizo 7e
Chery Arrizo 7e — гібридний варіант седана Arrizo 7 з підзарядкою від мережі (PHEV). 
Запуск Arrizo 7 на китайському ринку відбувся на початку 2016 року, а ціна на нього починалася від 179 900 юанів. Гібридна система з підзарядкою від мережі складається з 1,6-літрового двигуна I4 потужністю 126 к.с. (94 кВт; 128 к.с.) та електродвигуна потужністю 75 к.с. (56 кВт). Ємність акумулятора становить 9,3 кВт·год, що забезпечує запас ходу 50 кілометрів на повністю електротягу та 5 годин зарядки. Витрата палива становить 2,2 літра на 100 кілометрів. Максимальна швидкість становить 180 км/год  при загальній вазі 1590 кілограмів.